# Euploea usurpata
Euploea usurpata är en fjärilsart som beskrevs av Gustaaf Hulstaert 1931. Euploea usurpata ingår i släktet Euploea och familjen praktfjärilar. Inga underarter finns listade i Catalogue of Life.